# Scalenus hemipterus
Scalenus hemipterus là một loài bọ cánh cứng trong họ Cerambycidae.